# Ataques ao norte de Angola em 1961
Os ataques ao norte de Angola em 1961, também chamados metonimicamente de revolta de 15 de março, foram uma série de ataques armados de guerrilha organizados pela União das Populações de Angola (UPA), mais tarde renomeada como Frente Nacional de Libertação de Angola (FNLA), que ocupou parte do norte de Angola entre março e outubro de 1961. Juntamente com os ataques a Luanda em fevereiro de 1961, os episódios de março de 1961 são considerados como o início definitivo da Guerra de Independência de Angola e da Guerra Colonial Portuguesa, que não cessariam até 1974.
Embora os ataques tenham sido repelidos pelos portugueses ainda em 1961, os guerrilheiros da UPA chegaram a ocupar a comuna-sede do município de Nambuangongo, declarando a localidade como capital do Estado Livre de Angola, transformando a zona na primeira experiência de um território libertado angolano com autogoverno após a colonização. A icônica capital Nambuangongo somente conseguiu ser reconquistada pelos portugueses em 6 de agosto do mesmo ano, após longo esforço militar.

## Contexto
Os movimentos anticoloniais africanos, que ganharam bastante força durante a década de 1950, chamaram atenção das autoridades coloniais militares em Portugal e em Angola, bem como a Polícia Internacional e de Defesa do Estado (PIDE). No início de 1960, no bojo da descolonização do Congo Belga, o comando militar lusitano passou a monitorar as actividades suspeitas e lançavam recomendações de medidas de prevenção ao governo, tal como o alcatroamento de estradas, vigilância das fronteiras, armar civis e reforço militar. Em janeiro de 1961 ocorre a greve da Baixa do Cassange, o primeiro movimento político que deflagraria a Guerra de Independência de Angola, e a fevereiro de 1961 ocorrem os ataques a Luanda, uma série de ataques armados de guerrilha ligados ao Movimento Popular de Libertação de Angola (MPLA) contra posições portuguesas em Luanda.
Tendo em vista tais movimentações, a 15 de dezembro de 1960, o Comando Militar de Angola determinou reforçar as missões de vigilância no norte e criar condições para facilitar a chegada a reforços à região. A 4 de março, o coronel Viana de Lemos, em conversa com um adido da embaixada dos Estados Unidos em Lisboa, recebeu a informação de que a UPA planeava levar a cabo ataques violentos no norte de Angola para chamar a atenção da Organização das Nações Unidas (ONU), que iria debater Angola a 15 de março; o coronel transmitiu a informação ao ministro da Defesa Botelho Moniz, que por sua vez enviou um telegrama ao general Beleza Ferraz, chefe do Estado-Maior-General das Forças Armadas, que se encontrava em Angola a analisar a situação. A população portuguesa, por sua vez, comprou em 1960 seis vezes mais armas do que no ano anterior.
No entanto, o governo e, sobretudo, António de Oliveira Salazar, reagiram aos avisos com passividade, só tendo sido enviados para Angola 4 companhias de caçadores e uma de Polícia Militar em meados de 1960 e 2 companhias de Caçadores em Fevereiro de 1961.
Nas vésperas da sublevação, as Forças Armadas Portuguesas contavam em Angola 15.000 a 20.000 brancos, mestiços e africanos distribuídos entre o exército, a polícia, a administração e organizações paramilitares. Contavam-se 9829 militares no exército, um navio hidrográfico, três fragatas e dois navios-patrulha à data da independência do Congo Belga e, na Força Aérea, uma base aérea em Luanda e um aeródromo em Negage, com 12 aviões PV2, 10 T-6, 10 DO-27, 9 Auster e 6 Nordatlas. Nem todos, porém, estavam a postos para acorrer à zona da sublevação. Portugal dispunha apenas de um batalhão na região, aquartelado em Uíge.

## Preparação e financiamento da UPA
Os ataques da UPA já estavam sendo gestados por Holden Roberto desde 1958 quando passou a ser ativo da Agência Central de Inteligência (CIA), recebendo do Conselho de Segurança Nacional dos Estados Unidos um salário de US$ 6.000 anualmente até 1962, quando passou a receber US$ 10.000 para coleta de informações privilegiadas e financiamento de operações. Além disso, a UPA trabalhava sob orientação do Comitê Americano para os Assuntos Africanos, mantendo ainda estreita colaboração com o partido quinxassa-congolês Associação dos Bacongos para a Unificação, a Conservação e o Desenvolvimento da Língua Congo (Abako) e estava fortemente influenciada por Joseph Kasa-Vubu. Além do apoio financeiro dos estadunidenses e quinxassa-congoleses, os chineses e a Frente de Libertação Nacional da Argélia também colaboraram com o treinamento de guerrilheiros da UPA, já no ano de 1959. A retaguarda militar para a operação foi garantida com a montagem da icônica Base Militar de Quincuzo da UPA, em solo quinxassa-congolês, no mesmo ano.
O que impediu a organização de lançar um ataque armado amplo em 1959 ou 1960 foram os desacordos e as disputas político-ideológicas internas em relação a formação de alianças, posições ideológicas e acessos aos recursos do partido entre Barros Necaca, Holden Roberto, Jean-Pierre Mbala, Miguel Moniz e Borralho Lulendo, nomes que compunham o grupo de liderança da UPA. Por influência estadunidense, Mbala, Moniz e Lulendo são afastados da liderança da UPA, ocorrendo, também a morte por causas naturais de Barros Necaca no final de 1960. Com o poder concentrado em si, Holden Roberto alega às autoridades estadunidenses em Nova Iorque que tinha 40 mil guerrilheiros e 500 mil simpatizantes em Angola, convencendo os seus financiadores externos de que estava preparado para a guerra anticolonial.
Porém, seu efetivo real era um grupo de 4.000 a 5.000 guerrilheiros operando a partir do Congo-Léopoldville, que recebem sua ordem, a partir dos Estados Unidos, em dezembro de 1960, para um ataque armado que "incendiasse" Angola em 15 de março de 1961, tomando fazendas, postos avançados do governo e centros comerciais. O comando operacional dos ataques ficou a cargo de Rosário Neto, que estava no Congo-Léopoldville, e de João Baptista Traves Pereira e Marcos Kassanga, que estavam conduzindo as operações internamente em Angola.

## Os ataques

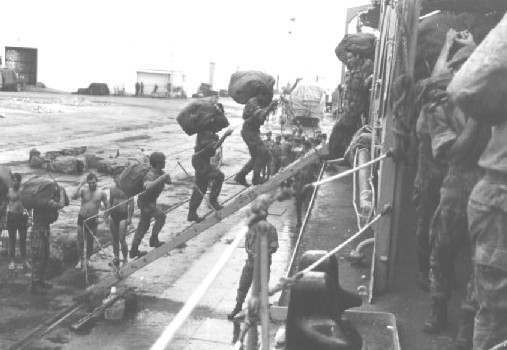
Embarque de tropas para África

As informações relativas ao ataque da UPA chegaram às autoridades portuguesas com mais precisão à medida que se aproxima a data planeada. A 13 de março, um informante da PIDE afirmou que um servente o avisara de que corria graves riscos se saísse à rua naquela semana, pois a UPA preparava-se para fazer "uma grande confusão, matando todos os brancos". A 14 de março, um administrador de concelho deu conta de terem entrado em Angola numerosos africanos durante a noite, utilizando caminhos secundários. Os habitantes da região tinham sido avisados de que, a 15 de março, seriam visitados por elementos da UPA, que se propunham a fazer "confusão" e tomar pela força certas povoações de Mabanza Congo, Maquela do Zombo e Cuimba. Ainda a 14 de março, o posto da PIDE emite um aviso de que um ataque da UPA dar-se-ia "no dia seguinte".

### O início dos ataques da UPA no norte de Angola
A ordem do ataque foi dada mediante a distribuição de um panfleto que marcava o "início da festa" para dia 15 de março e que mandava que todos os participantes da ação "deveriam limpar bem todos os postos, tratar bem os chefes de posto e suas famílias e demais brancos". Inclusive, parte da etinia dos congos fugiu para as matas ou para o Congo-Léopoldville e para o Congo-Brazavile para não tomar parte nos ataques planeados.
Na madrugada de 15 de março, a UPA lançou uma ofensiva contra as propriedades e povoações na fronteira com o Congo-Léopoldville, na Baixa de Cassange, e grupos de congos avançam até perto de Uíge, armados com catanas e "canhangulos", espingardas de fabrico artesanal. Ao som de tambores, o sinal militar para as operações, são perpetrados ataques indiscriminados, que geram assassinatos em massa, incêndios, pilhagens e violação de mulheres e crianças, espalhando-se os tumultos às plantações de café isoladas, postos de abastecimento e vias de transporte.  Na fazenda Zalala, perto de Quitexe, o gerente acordou o chefe de posto às cinco da manhã para comunicar o desaparecimento de cem homens e grande agitação nos que restavam. O chefe partiu para averiguar as roças da zona e, nada de anormal tendo registado, averiguou a área de demarcação de um colono recém-chegado, tendo-o encontrado juntamente com a mulher mortos à catanada. Ao tentar regressar ao seu posto, deparou-se com um branco partido de Quitexe que o informou que na fazenda Zalala, todos tinham sido massacrados.
Nas povoações, os membros da UPA esperaram pela hora de abertura das lojas para matar os seus donos a golpes de catana. São pilhadas e incendiadas casas e as pistas de aviação civis em numerosas localidades foram obstruídas, bem como as estradas. Quitexe, Nuambuangongo, Quicabo, Zalala, Quimbele, Aldeia Viçosa e Vista Alegre foram atacadas. Estas acções tiveram a orientação de muitos congoleses, como mais tarde referiu Holden Roberto, o que explica que muitos falassem francês e gritassem UPA - Lumumba. Para além de atacar portugueses, mestiços, ovimbundos, ambundos e ganguelas, a UPA atacou também congos que não desejavam juntar-se à sublevação, obrigando-os a participar, queimando-lhes as sanzalas e mesmo matando-os. O foco dos ataques, no entanto, passou a mensagem que UPA não tinha uma estratégia nacional, mas de base étnica, tendo em vista a enorme quantidade de africanos mortos, especialmente não-congos.
Em muitos locais, especialmente aldeias e fazendas isoladas, não houve sobreviventes. Estima-se que a 15 e 16 de março terão morrido entre 800 a 1.000 europeus e 6.000 a 8.000 africanos. As áreas mais afectadas foram Buela, Luvaca, Cuimba, Madimba e Serra da Canda junto à fronteira com o Congo-Léopoldville; Quindeje, Alto Zaza, Nambuangongo, Quicabo, Cambamba, Quitexe, Zalala e Nova Ambuíla na zona entre as províncias do Uíge, Zaire e Bengo.
Coube a Rosário Neto fazer o comunicado público assumindo a autoria e responsabilidade dos ataques em nome da UPA, com Roberto assumindo a condução militar direta dos ataques a partir de junho de 1961, removendo João Traves e Marcos Kassanga das estruturas de comando na intenção de concentrar poder em torno de sua figura.

### Retaliação inicial portuguesa

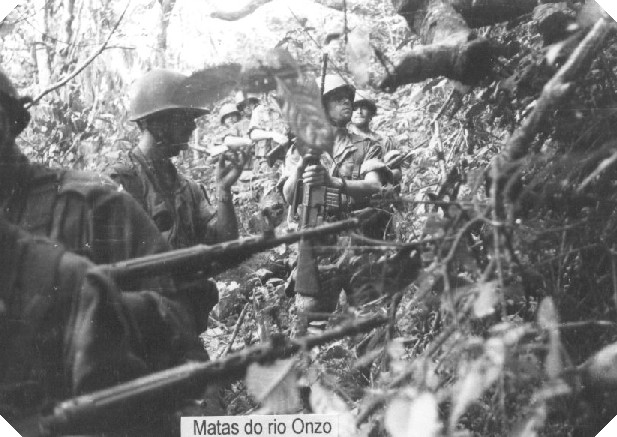
Patrulha nas Matas do Rio Onzo.

O alerta em Luanda foi dado por sobreviventes que chegaram à cidade, tendo chegado centenas de famílias Assim que chegaram as primeiras notícias dos ataques, o Comando Militar mobilizou os meios à sua disposição. O comando mandou deslocar efectivos para a área afectada mas só 1.000 soldados europeus e 1200 africanos estavam imediatamente disponíveis para acorrer à região. A 16 chegou a Angola a primeira Companhia de Caçadores Paraquedistas. Destacou-se o Batalhão de Caçadores 3 como tendo os seus militares sido o pilar em que se apoiou a acção em toda a região com presença guerrilheira, tendo suportado ataques em Quitexe, Ambuíla, Mucaba, Songo, Mabanza Congo, Luvu e Toto, patrulhando o território e protegido o maior número de povoamentos europeus com pequenos destacamentos, porém deixando as povoações africanas totalmente desguarnecidas e vulneráveis (demonstrando o sentimento racista entre os portugueses). O Esquadrão de Reconhecimento de Luanda alcançou a zona próxima de Nambuangongo e recolheram a Luanda 153 civis, dos quais 120 europeus, com o restante majoritariamente mestiço. As Forças Armadas Portuguesas também responderam com um massacre e grande violência contra populações suspeitas de conluio com a UPA, provocando um enorme êxodo para o Congo-Léopoldville.
Após os ataques de 15 e 16 de março, a UPA revelou menor capacidade ofensiva, porém conseguindo sustentar uma enorme porção do território conquistado. A iniciativa de ataque, porém, passou a concentra-se em cercar e atacar povoações, cortar estradas e desenvolver intensa acção psicológica para convencer as populações a juntarem-se à sublevação. De inicío, não atacavam colunas militares, talvez por não disporem de armamento pesado.
A 17 de março, o governo português emitiu um comunicado publicado na imprensa angolana que não dava conta da gravidade da situação:
| “ | Verificaram-se na zona fronteiriça do Norte de Angola alguns incidentes a que deve atribuir-se gravidade por demonstrarem a veracidade de um plano destinado a promover actos de terrorismo que assegurem, a países bem conhecidos, um pretexto para continuarem a atacar Portugal perante a opinião pública internacional. (…). Chegaram a Luanda alguns feridos que foram carinhosamente recebidos, e toda a população de Angola demonstra a mais clara determinação em colaborar com as autoridades. (…). Sabe-se que há a lamentar a perda de algumas vidas, mas não se conhecem pormenores. As autoridades que procedem a uma rigorosa investigação fornecerão à Imprensa mais elementos logo que sejam obtidos. A situação encontra-se inteiramente sob o domínio das autoridades. | ” |

A aldeia de Colua foi massacrada e só escapou um morador, que por acaso se deslocara a Uíge no dia 15. A 7ª Companhia de Caçadores Especiais, aquartelada em Vila Viçosa, enviou cinco militares a Colua mas, depois de dias sem darem notícias foram encontrados mortos pelos portugueses e mais tarde uma patrulha motorizada enviada a Colua foi emboscada pela UPA, que matou vários elementos e capturou quatro. Os quatro militares foram esquartejados e os seus restos consumidos num banquete antropófago por membros da UPA, bem como por prisioneiros bailundos, que seriam executados se não o fizessem.
Os guerrilheiros passaram a dispor de armas automáticas após uma bem-sucedida emboscada à 7ª Companhia de Caçadores Especiais, a 2 e 3 de abril, ao que juntou às numerosas munições e espingardas capturadas em postos administrativos, fazendas e aldeias atacadas.
A 11 e 12 de abril deu-se o Golpe Botelho Moniz, uma tentativa de golpe de estado contra o regime ditatorial. Salazar suprimiu o golpe, afastou o ministro da Defesa Botelho Moniz e assumiu esta pasta pessoalmente, tomando então a decisão de "andar rapidamente e em força" para Angola.
Em maio, a PIDE informava Salazar de que a situação piorara em Malanje, que os portugueses haviam começado a evacuar fazendas e que estavam a refugiar-se nos aglomerados populacionais. Além disso, o relatório informava que tinham prendido 200 africanos e acusava a missão protestante em Quêssua de ser um foco de subversão.

## Operações militares de Portugal
O impacto dos ataques indiscriminados e o distanciamento que Holden Roberto tentou manter após a repercussão negativa, além dos primeiros revezes militares sofridos pela UPA, baixou a moral das tropas nacionalistas da UPA, com estes encontrando-se desorganizados, sem ordens, liderança ou ajuda, com os combatentes alistados começando a entregar-se no Verão de 1961.
A 14 de junho os portugueses reocupam Lucunga, a primeira posição tomada da UPA em combate e a primeira posição do território efetivamente reocupada pelas tropas lusitanas, portanto, dois meses após os ataques, demonstrando a grande desorganização das tropas coloniais.

### Operação Viriato

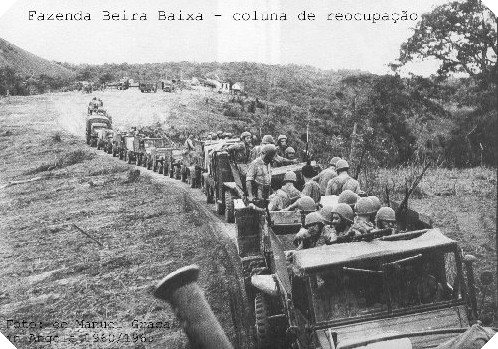
Reocupação da Fazenda Beira Baixa

A 18 de junho de 1961 tem início a Operação Viriato, com o objectivo reconquistar Nambuangongo, que a UPA havia escolhido para capital do Estado Livre de Angola e seu quartel-general em Angola. Participaram 1300 homens apoiados por artilharia e meios aéreos, dividos entre o Batalhão 96, comandado pelo Tenente-Coronel Armando Maçanita, o Batalhão 114, comandado pelo Coronel Oliveira Rodrigues e o Esquadrão de Cavalaria 149, comandado pelo Capitão Rui Abrantes, reforçado com pessoal de artilharia e engenharia.
O Batalhão 96 partiu de Quibaxe e após vários recontros com guerrilheiros da UPA, atingiu Nambuangongo a 9 de agosto. O Batalhão 114 partiu de Caxito mas não conseguiu passar de Quissacala devido à forte oposição de cerca de 500 guerrilheiros da UPA, que ali o cercaram. O Esquadrão de Cavalaria 149 partiu de Ambriz a 25 de julho formando uma coluna de 250 homens e atingiu Nambuangongo a 10 de agosto, depois de vencer numerosos obstáculos como abatizes, valas e guerrilheiros. Reocupada Nambuangongo, a operação visava também abrir caminhos que garantissem o acesso em segurança àquela região.
A Força Aérea Portuguesa desempenhou um papel de relevo na Operação Viriato, quer levando a cabo operações de reconhecimento ou de ataque ao solo contra as forças da UPA, tendo chegado a bombardear com napalm indiscriminadamente alvos civis e aldeias inteiras.

### Operação Esmeralda

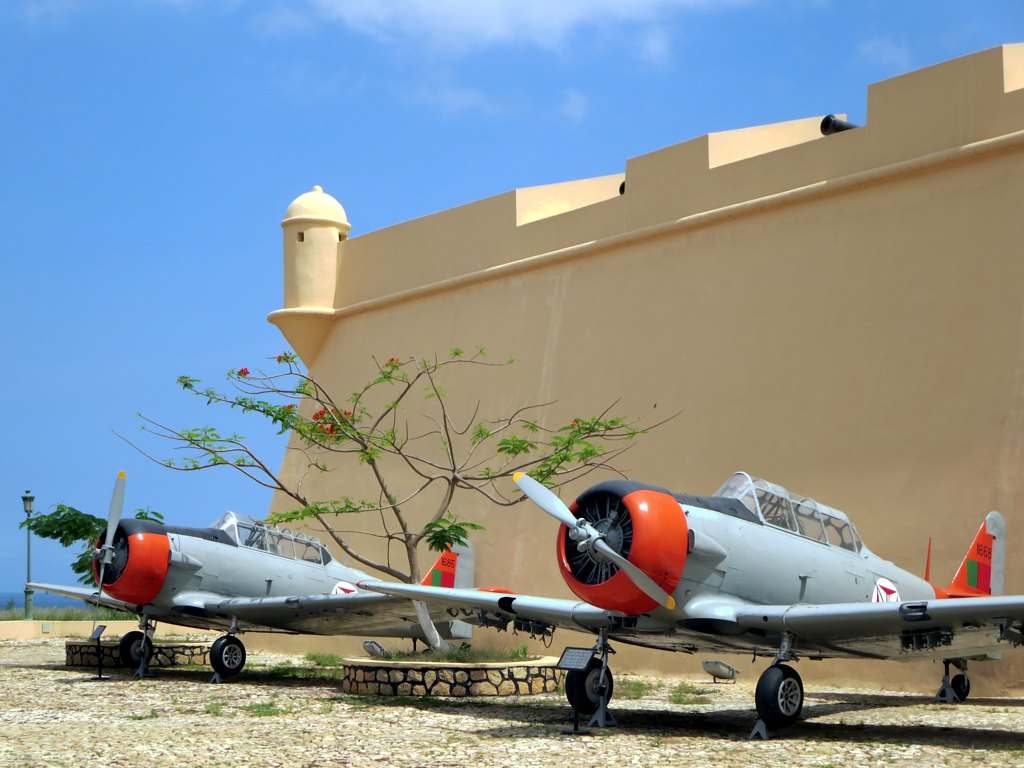
North American T-6 Texan, utilizado pela Força Aérea Portuguesa

A Operação Esmeralda foi a última fase da reocupação do norte de Angola e tomada das últimas posições ainda detidas pelos guerrilheiros, na Serra da Pedra Verde. O pico da Pedra Verde situa-se numa região montanhosa rodeada por matas densas, com acessos muito difíceis, razão pela qual fora escolhida pela UPA como base de operações após serem expulsos de Nambuangongo pelas Forças Armadas Portuguesas no âmbito da Operação Viriato. Na Pedra Verde os guerrilheiros dispunham de um campo de treino e até de uma fábrica ou oficina de produção de armas artesanais, conhecidas como "canhangulos". O espaço era considerado de elevado valor estratégico pois situava-se na chamada "Estrada do Café", que ligava Luanda a Uíge, e servia numerosas fazendas de produção de café na região.
Após a reocupação de Nambuangongo, as Forças Armadas Portuguesas mantiveram a iniciativa militar, o que surpreendeu a guerrilha. A Operação Esmeralda teve início a 13 de setembro de 1961. O Grupo de Artilharia de Campanha nº 157 apoiou o avanço das tropas portuguesas até Pedra Verde, estando as suas baterias de artilharia posicionadas na Roça Quibaba com seis obuses de 7,5cm e dois obuses de 8,8cm, que durante a noite atingiram algumas posições adjacentes à Pedra Verde. A Pedra Verde foi reocupada a 20 de setembro e os guerrilheiros sobreviventes juntaram-se aos cerca de 150.000 congos que se refugiaram no Congo-Léopoldville, tendo a UPA lançado pequenos ataques a partir de bases estabelecidas perto da fronteira com Angola.
A 3 de outubro foi reocupada a última base da UPA, em Caiongo, permitindo ao governador Venâncio Augusto Deslandes anunciar a operação como concluída a 7 do mesmo mês.

## Rescaldo

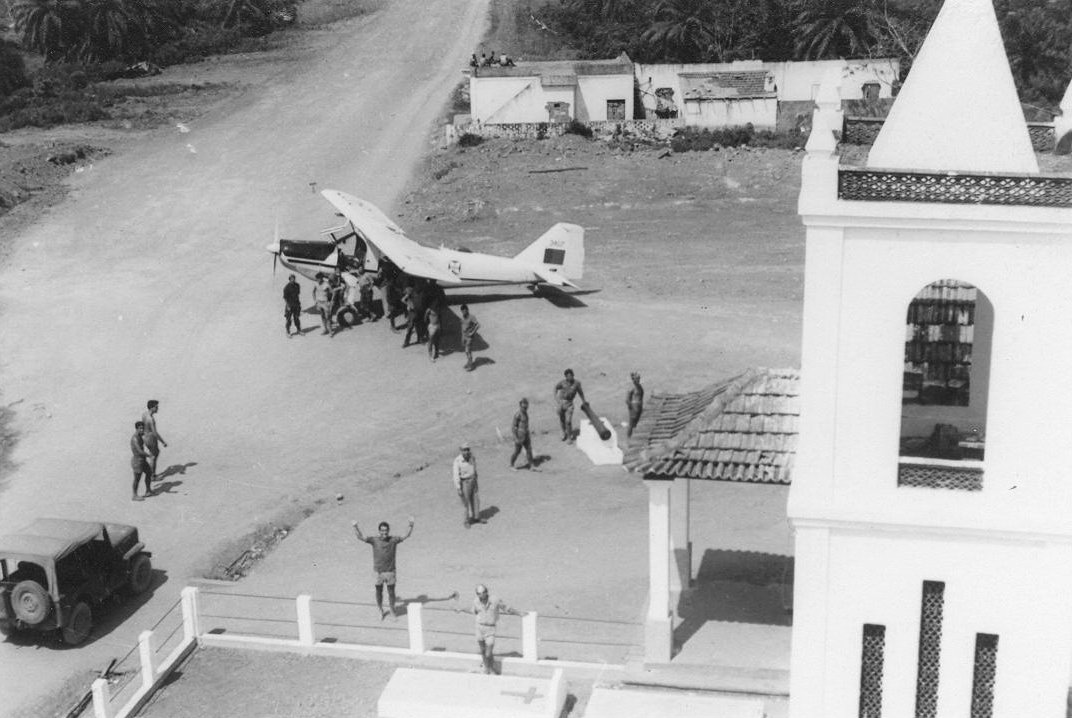
Dornier em Nambuangongo, 1962.

Entre outubro e dezembro de 1961, regressaram a Uíge mais de 200.000 africanos que se haviam refugiado nas matas ou no Congo-Léopoldville, liderados pelas autoridades tradicionais, com bandeiras brancas e ostentando armas gentílicas. As armas eram entregues às autoridades portuguesas antes de receberem alimentação, tratamento médico e serem dirigidas às suas povoações para as reconstruir.
Não obstante as alegações de Holden Roberto, os ataques contra mestiços e trabalhadores ambundos, ovimbundos e ganguelas, para além dos portugueses, reforçou o argumento português de uma ideologia tribalista na UPA, o que minou a legitimidade do movimento aos olhos dos Estados Unidos e da comunidade internacional. A própria Agência Central de Inteligência dos Estados Unidos (CIA), em relatórios produzidos em outubro de 1961, reconhecia Holden Roberto como líder dos ataques no norte de Angola, embora tenha tentado se desvincular dos ataques após as denúncias de massacres, apontando que ele corria "o risco de perder o controle da rebelião" em função da moral das tropas "estar caindo na zona norte", aliado a dificuldade de abastecimento dos rebeldes, o "apoio morno das autoridades congolesas" e a "inaptidão militar da UPA". A CIA ainda concluiu que a tentativa de Holden Roberto de distanciamento dos ataques diante da repercussão da violência fez com que as tropas da UPA ficassem "cada vez mais desiludidas com a forma como Roberto lidou com a revolta". Após as operações Viriato e Esmeralda, a UPA deslocou-se para o Congo-Léopoldville, de onde continuou a combater.
Holden Roberto subestimara a capacidade de resistência e retaliação da potência colonizadora. Porém, seus resultados foram o despoletar da guerra anticolonial que duraria treze anos.